# Nectarinia sperata
Nectarinia sperata é uma espécie de ave da família Nectariniidae.
Pode ser encontrada nos seguintes países: Brunei, Camboja, Índia, Indonésia, Laos, Malásia, Myanmar, Filipinas, Singapura, Tailândia e Vietname.
Os seus habitats naturais são: florestas subtropicais ou tropicais húmidas de baixa altitude e florestas de mangal tropicais ou subtropicais.